# Niklas Sundström
Lars Niklas Sundström (* 6. Juni 1975 in Örnsköldsvik) ist ein schwedischer Eishockeyspieler sowie derzeitiger -trainer und -scout, der im Verlauf seiner aktiven Karriere zwischen 1991 und 2013 unter anderem 809 Spiele für die  New York Rangers, San Jose Sharks und Canadiens de Montréal in der National Hockey League sowie 491 weitere für seinen Heimatverein MODO Hockey Örnsköldsvik in der schwedischen Elitserien auf der Position des rechten Flügelstürmers bestritten hat. Sundström feierte insbesondere auf internationaler Ebene mit der schwedischen Nationalmannschaft zahlreiche Erfolge, darunter der Gewinn der Weltmeisterschaft 1998.

## Karriere
Sundström spielte zunächst bis 1995 bei MODO Hockey in seiner schwedischen Heimatstadt Örnsköldsvik, die ihn bereits im Alter von 16 Jahren erstmals in der Elitserien, der höchsten schwedischen Spielklasse einsetzten. In der Juniorenmannschaft von MoDo hatte er eine Angriffsreihe mit Peter Forsberg und Markus Näslund gebildet. Nachdem der Schwede im NHL Entry Draft 1993 in der ersten Runde an der achten Gesamtposition von den New York Rangers ausgewählt worden war, verließ er seinen Stammverein am Ende der Saison 1994/95 und wagte den Wechsel auf den nordamerikanischen Kontinent.
Gleich zu Beginn der Saison 1995/96 schaffte er den Sprung in die National Hockey League und bestritt alle 82 Saisonspiele für die New York Rangers, die als Titelverteidiger des Stanley Cups in diese Spielzeit gegangen waren. Im zweiten Jahr spielte er seine beste NHL-Saison mit 52 Punkten in 82 Spielen, brillierte aber trotzdem durch sein faires, defensivstarkes Spiel, das sich mit lediglich 20 Strafminuten und einer Plus/Minus-Statistik von +23 in den Statistiken widerspiegelte. Sundström blieb schließlich bis zum Ende der Spielzeit 1998/99 im „Big Apple“, ehe er im Rahmen des NHL Entry Draft 1999 gemeinsam mit Dan Cloutier und zwei Draft-Wahlrechten zu den Tampa Bay Lightning abgegeben wurde, die im Gegenzug ein hohes Wahlrecht im Draft des folgenden Jahres erhielten mit dem später Pavel Brendl ausgewählt wurde. Nur wenige Wochen später transferierten ihn auch die Lightning. Für Shawn Burr, Steve Guolla, Bill Houlder und Andrei Sjusin verpflichteten die San Jose Sharks den Flügelstürmer. In San Jose spielte Sundström drei starke Jahre, da er weiterhin durch seine offensiven wie defensiven Fähigkeiten ein unverzichtbarer Faktor war. In allen drei Spielzeiten gelang ebenfalls die Qualifikation für die Playoffs, was in den letzten beiden Jahren bei den New York Rangers nicht mehr gelungen war. Nachdem die Sharks in der Saison 2002/03 nicht mehr das spielerische Niveau der Vorjahre erreichen konnten und auch Sundströms Leistung im Vergleich zu den vorangegangenen Spielzeiten deutlich abgefallen war, entschied sich das Management kurz vor dem Ende der Transferperiode für einen Neuaufbau, dem auch der Schwede zum Opfer fiel. Im Januar 2003 wurde er in einem Transfergeschäft zwischen den San Jose Sharks, Boston Bruins und Montréal Canadiens nach Montreal abgegeben. In Montreal, wo Sundström bis zum Ende der Saison 2005/06, mit Ausnahme der Lockout-Spielzeit 2004/05, die er in Italien bei den HC Milano Vipers verbrachte, spielte, konnte er jedoch auch nicht mehr an die Leistungen aus seiner Zeit in New York und zu Beginn seines Engagements mit San Jose anschließen. Nach genau 750 Spielen und 349 Punkten in zehn NHL-Jahren kehrte er im Sommer 2006 nach Schweden zu seinem Stammverein zurück.
Bei MODO Hockey zeigte er sich am Ende des Spieljahres 2006/07 in seinen Offensiv-Statistiken wieder deutlich verbessert. Bis 2013 war er in vier Spieljahren Assistenzkapitän seiner Mannschaft, ehe er MODO nach der Saison 2012/13 seine aktive Karriere im Alter von 38 Jahren für beendet erklärte. Im Anschluss kehrte Sundström nach Nordamerika zurück, wo er als Scout für den europäischen Markt von seinem Ex-Team San Jose Sharks angestellt wurde. Zudem arbeitet er im Trainerstab des Farmteams San Jose Barracuda.

### International
Sundström nahm mit der schwedischen Nationalmannschaft an zahlreichen internationalen Turnieren teil. So war er bei den Junioren-Weltmeisterschaften 1993, 1994 und 1995 Mitglied des Teams und spielte zudem bei zwei Junioren-Europameisterschaften. Auf Seniorenebene nahm er am World Cup of Hockey 1996, den Olympischen Winterspielen 1998 und 2002, sowie den Weltmeisterschaften 1998 und 1999 teil. Insgesamt konnte er dabei fünf Medaillen erringen, davon eine goldene.

## Erfolge und Auszeichnungen
- 1994 Schwedischer Vizemeister mit MoDo Hockey Örnsköldsvik
- 2005 Italienischer Meister mit den HC Milano Vipers
- 2007 Schwedischer Meister mit MODO Hockey Örnsköldsvik

### International
| - 1992 Silbermedaille bei der U18-Junioren-Europameisterschaft - 1993 Silbermedaille bei der U20-Junioren-Weltmeisterschaft - 1993 Goldmedaille bei der U18-Junioren-Europameisterschaft - 1993 Topscorer der U18-Junioren-Europameisterschaft - 1993 All-Star-Team der U18-Junioren-Europameisterschaft - 1994 Silbermedaille bei der U20-Junioren-Weltmeisterschaft - 1994 Topscorer der U20-Junioren-Weltmeisterschaft | - 1994 Bester Vorlagengeber der U20-Junioren-Weltmeisterschaft - 1994 All-Star-Team der U20-Junioren-Weltmeisterschaft - 1994 Bester Stürmer der U20-Junioren-Weltmeisterschaft - 1995 Bronzemedaille bei der U20-Junioren-Weltmeisterschaft - 1998 Goldmedaille bei der Weltmeisterschaft - 1999 Bronzemedaille bei der Weltmeisterschaft |

## Karrierestatistik

### International
Vertrat Schweden bei:
| - U18-Junioren-Europameisterschaft 1992 - U20-Junioren-Weltmeisterschaft 1993 - U18-Junioren-Europameisterschaft 1993 - U20-Junioren-Weltmeisterschaft 1994 - U20-Junioren-Weltmeisterschaft 1995 | - World Cup of Hockey 1996 - Olympischen Winterspielen 1998 - Weltmeisterschaft 1998 - Weltmeisterschaft 1999 - Olympischen Winterspielen 2002 |

(Legende zur Spielerstatistik: Sp oder GP = absolvierte Spiele; T oder G = erzielte Tore; V oder A = erzielte Assists; Pkt oder Pts = erzielte Scorerpunkte; SM oder PIM = erhaltene Strafminuten; +/− = Plus/Minus-Bilanz; PP = erzielte Überzahltore; SH = erzielte Unterzahltore; GW = erzielte Siegtore; 1 Play-downs/Relegation; Kursiv: Statistik nicht vollständig)